# آناتولی بوگویک
آناتولی بوگویک (اوکراینی: Анатолій Боговик؛ زادهٔ ۶ اکتبر ۱۹۴۷) بازیکن فوتبال اهل اتحاد جماهیر شوروی سوسیالیستی است.
از باشگاه‌هایی که در آن بازی کرده‌است می‌توان به باشگاه فوتبال دینامو مینسک، تیم فوتبال المپیک اتحاد جماهیر شوروی، و باشگاه فوتبال دینامو کی‌یف اشاره کرد.
وی همچنین در تیم ملی فوتبال تیم فوتبال المپیک اتحاد جماهیر شوروی بازی کرده‌است.